# (3857) Cellino
(3857) Cellino es un asteroide perteneciente al cinturón de asteroides, descubierto el 8 de febrero de 1984 por Edward Bowell desde la Estación Anderson Mesa (condado de Coconino, cerca de Flagstaff, Arizona, Estados Unidos).

## Designación y nombre
Designado provisionalmente como 1984 CD1. Fue nombrado Cellino en honor al astrónomo italiano Alberto Cellino.